# Danylo Knyš
Danylo Serhijovyč Knyš (in ucraino Данило Сергійович Книш?; Arcyz, 3 marzo 1996) è un calciatore ucraino, centrocampista del Viktorija Sumy.

## Caratteristiche tecniche
È un esterno destro.

## Carriera

### Club
Cresciuto nel settore giovanile della Dinamo Kiev, nel 2017 viene ceduto allo Stal' Kam"jans'ke con cui debutta fra i professionisti il 16 luglio 2017 in occasione dell'incontro di Prem"jer-liha perso 1-0 contro lo Zorja. Negli anni successivi gioca nelle serie inferiori con Kaluš e Mynaj, ritrovando la massima divisione proprio con quest'ultima squadra nel 2020.

### Nazionale
Ha giocato nella nazionale ucraina Under-17.

## Statistiche
Statistiche aggiornate al 12 dicembre 2020.

### Presenze e reti nei club
| Stagione        | Squadra           | Campionato      | Campionato | Campionato | Coppe nazionali | Coppe nazionali | Coppe nazionali | Coppe continentali | Coppe continentali | Coppe continentali | Altre coppe | Altre coppe | Altre coppe | Totale | Totale | Totale |
| Stagione        | Squadra           | Comp            | Pres       | Reti       | Comp            | Pres            | Reti            | Comp               | Pres               | Reti               | Comp        | Pres        | Reti        | Pres   | Reti   |        |
| --------------- | ----------------- | --------------- | ---------- | ---------- | --------------- | --------------- | --------------- | ------------------ | ------------------ | ------------------ | ----------- | ----------- | ----------- | ------ | ------ | ------ |
| 2017-2018       | Stal' Kam"jans'ke | PL              | 15         | 0          | CU              | 1               | 0               |                    | -                  | -                  |             | -           | -           | 16     | 0      |        |
| 2018-2019       | Kaluš             | 2L              | 23         | 6          | CU              | 3               | 1               |                    | -                  | -                  |             | -           | -           | 26     | 7      |        |
| 2019-giu. 2020  | Kaluš             | DL              | 18         | 4          | CU              | 2               | 0               |                    | -                  | -                  |             | -           | -           | 20     | 4      |        |
| giu.-aug. 2020  | Mynaj             | 1L              | 11         | 2          | CU              | 1               | 0               |                    | -                  | -                  |             | -           | -           | 12     | 2      |        |
| 2020-2021       | Mynaj             | PL              | 10         | 0          | CU              | 1               | 0               |                    | -                  | -                  |             | -           | -           | 11     | 0      |        |
| Totale carriera | Totale carriera   | Totale carriera | 77         | 12         |                 | 8               | 1               |                    | -                  | -                  |             | -           | -           | 85     | 13     |        |

## Palmarès

### Club

#### Competizioni nazionali
- Perša Liha: 1

Mynaj: 2019-2020